# Karl Dehner (Fußballspieler)
Karl Dehner  (* 21. März 1921; † 24. September 1989) war ein deutscher Fußballspieler, der für den Freiburger FC erstklassig gespielt hat.

## Sportlicher Werdegang
Dehner begann seine Karriere beim FC Sportfreunde 1911 Freiburg. Nach dem Zweiten Weltkrieg schloss er sich dem zunächst als Fortuna Freiburg am Spielbetrieb des Südbadischen Fußballverbandes teilnehmenden Freiburger FC an. Ende Januar 1946 begann der Ligaspielbetrieb in der Weststaffel der Oberklasse Südbaden, in der er mit der Mannschaft um Rudi Bantle,  Heinz Flöhl, Theo Ketterer und Albert Liechty die Spielzeit 1945/46 nach einem Entscheidungsspiel gegen den als Fortuna Rastatt antretenden FC Rastatt 04 als Vizemeister beendete. Im Dezember 1946 wurde die Einführung der Oberliga Südwest als Pendant zur bereits ein Jahr zuvor gegründeten Oberliga Süd beschlossen. Da jedoch bereits im Januar 1947 der Spielbetrieb beginnen sollte, wurden in Südbaden nicht die Ergebnisse der Liga, in der der Klub an der Spitze lag, sondern der aktuelle Stand des südbadischen Vereinspokals herangezogen – und hier war Dehner mit der Mannschaft im Oktober 1946 frühzeitig mit einer 1:4-Niederlage am VfL Freiburg gescheitert. Erst über den Gewinn seiner Staffel vor den Sportfreunden Lahr und Erfolgen in den anschließenden Aufstiegsspielen gegen SpVgg Rheinfelden und den FC Singen 04 erreichte der Klub somit im Sommer 1947 die höchste Spielklasse.
Nach einem fünften Platz im Auftaktjahr in der Südstaffel der Oberliga Südwest, beendete Dehner mit dem Klub die Spielzeit 1948/49 punktgleich mit dem SV 03 Tübingen an der Tabellenspitze. Nach einem 5:0-Erfolg im Entscheidungsspiel um den Staffelsieg traf der Abwehrspieler mit den Freiburgern in zwei Spielen auf den Nordstaffelsieger 1. FC Kaiserslautern, um den Südwestmeister auszuspielen. Nach zwei Niederlagen – Fritz Walter erzielte im Hinspiel drei und im Rückspiel zwei der insgesamt zehn Tore der Pfälzer, dennoch wurde Dehner als Verteidiger bei der 3:6-Rückspielniederlage als einer den besten Spieler bezeichnet –  musste die Mannschaft gegen Wormatia Worms um die Teilnahme an der Deutschen Meisterschaft 1948/49 spielen, die jedoch ohne Beteiligung Dehners nach einer 0:3-Niederlage verpasst wurde.
1950 wurden die südbadischen Vereine in die Oberliga Süd integriert, hierzu waren nur zwei Teilnehmer vorgesehen. Der Freiburger FC wurde Tabellenvierter und qualifizierte sich somit für die Qualifikationsspiele. Nach einem 3:0-Auftaktsieg gegen den VfL Konstanz scheiterte die Mannschaft im Duell mit dem ebenfalls gegen die Konstanzer erfolgreichen FC Singen 04 und wurde in die zweitklassige II. Division eingegliedert. Hier spielte Dehner noch eine Saison, beim Gewinn des südbadischen Vereinspokals im Sommer 1951 gehörte er jedoch nicht zur Siegermannschaft. Anschließend ließ er bei der Amateurmannschaft seine Karriere ausklingen.